# Girola

Deambulatorio.

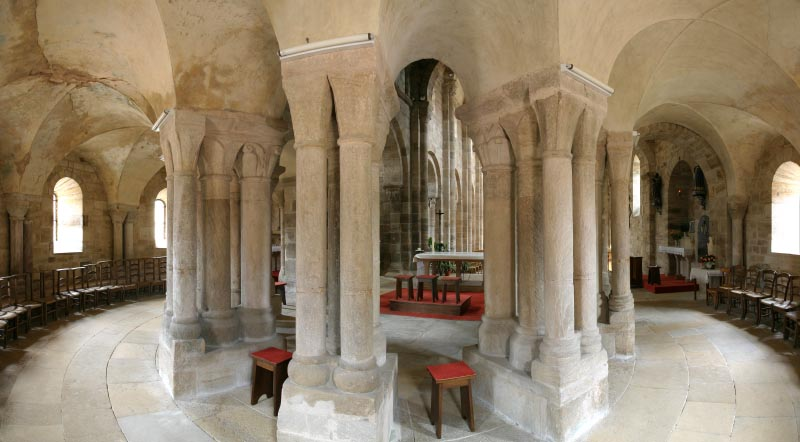
Girola de la iglesia de Sainte Marie de Bois (Francia).

La girola (también llamada deambulatorio) es un elemento característico de la arquitectura románica que luego se hizo extensivo a la gótica. Su utilidad surgió con el peregrinaje masivo a los lugares de devoción popular, cuando una multitud de fieles concurría en una iglesia y se aprestaba a venerar las reliquias que en ella se atesoraban. Este corredor proporcionaba la necesaria fluidez de circulación para que todos alcanzasen a reverenciar las sagradas reliquias y no interrumpir la ceremonia religiosa que se pudiera estar oficiando en la capilla mayor.
Lo normal es que en la cabecera de la nave central se sitúe el presbiterio y a continuación la capilla principal conteniendo el altar mayor y formando un ábside de planta semicircular o poligonal. En tal caso, la girola se suele formar por prolongación de las naves laterales que envuelven el ábside por su exterior. En ocasiones, este ábside y la girola no están separados por un muro ciego, sino por una arquería que ofrece permeabilidad al conjunto. Es asimismo habitual que en torno a la girola se dispongan una serie de absidiolos radiales, cada uno de los cuales alberga una pequeña capilla.